# Charles Galliou
Charles Galliou, né le 26 décembre 1995 à Saint-Sébastien-sur-Loire en France, est un joueur français de basket-ball. Il évolue au poste d'ailier.

## Biographie
Au mois de juin 2020, il s'engage à la JDA Dijon pour la saison 2020-2021 de Jeep Élite. En juillet 2021, il prolonge son contrat avec la JDA Dijon pour une saison supplémentaire.

## Palmarès
- Champion de France 2016 et 2019 avec l'ASVEL Lyon-Villeurbanne.
- Vainqueur de la Coupe de France 2018-2019 avec l'ASVEL Lyon-Villeurbanne.

## Vie privée
Sa sœur Margaux Galliou-Loko est aussi joueuse de basket-ball.
Il s'est marié en juillet 2024 à Enora Douroux, ensemble ils ont deux filles.